# Power & the Glory
Power & the Glory es el quinto álbum de estudio de la banda británica de heavy metal Saxon, publicado en 1983 por Carrere Records, siendo el último trabajo de la agrupación bajo dicho sello. Además, es la primera producción de estudio grabado con el baterista Nigel Glockler, tras su ingreso a finales de 1981.
Luego de su lanzamiento se convirtió en el primer álbum de la banda en llamar la atención en los Estados Unidos, ya que alcanzó el puesto 155 en la lista Billboard 200 y solo en Los Ángeles vendió 15 000 copias durante su primera semana. Mientras que en el Reino Unido obtuvo el puesto 15 en el UK Albums Chart, permaneciendo en ella nueve semanas consecutivas. En cuanto a su promoción se lanzaron dos canciones como sencillos: «Power & the Glory» y «Nightmare» que alcanzaron los puestos 32 y 50 respectivamente, en la lista de sencillos británica.
Por otro lado, en  2005 la revista alemana Rock Hard lo situó en el lugar 376 en su lista los 500 grandes álbumes del rock y del metal de todos los tiempos. Por último, en 2009 fue remasterizado por EMI Music con nueve pistas adicionales, siendo siete de ellas maquetas grabadas en 1982 en los Kaley Studio.

## Lista de canciones
Todas las canciones escritas por Saxon.

| N.º | Título                 | Escritor(es) | Duración |  |
| 1.  | «Power & the Glory»    |              | 5:57     |  |
| 2.  | «Redline»              |              | 3:38     |  |
| 3.  | «Warrior»              |              | 3:47     |  |
| 4.  | «Nightmare»            |              | 4:25     |  |
| 5.  | «This Town Rocks»      |              | 3:58     |  |
| 6.  | «Watching the Sky»     |              | 3:43     |  |
| 7.  | «Midas Touch»          |              | 4:13     |  |
| 8.  | «The Eagle Has Landed» |              | 6:56     |  |

| Pistas adicionales en remasterización de 2009 |                                                              |          |  |
| N.º                                           | Título                                                       | Duración |  |
| 9.                                            | «Denim & Leather» (en vivo, lado B de «Power and the Glory») | 5:11     |  |
| 10.                                           | «Suzie Hold On» (versión '82 de Jeff Glixman)                | 5:01     |  |
| 11.                                           | «Turn out the Lights» (Kaley Studio demo, 1982)              | 3:57     |  |
| 12.                                           | «Stand Up and Rock» (Kaley Studio demo, 1982)                | 3:36     |  |
| 13.                                           | «Power and the Glory» (Kaley Studio demo, 1982)              | 6:17     |  |
| 14.                                           | «Saturday Night» (Kaley Studio demo, 1982)                   | 4:11     |  |
| 15.                                           | «Midas Touch» (Kaley Studio demo, 1982)                      | 4:07     |  |
| 16.                                           | «Nightmare» (Kaley Studio demo, 1982)                        | 5:55     |  |
| 17.                                           | «Redline» (Kaley Studio demo, 1982)                          | 3:37     |  |

## Miembros
- Biff Byford: voz
- Graham Oliver: guitarra eléctrica
- Paul Quinn: guitarra eléctrica
- Steve Dawson: bajo
- Nigel Glockler: batería